# Pergain-Taillac
Pergain-Taillac (gaskognisch Lo Perganh e Talhac) ist eine französische Gemeinde mit 335 Einwohnern (Stand 1. Januar 2022) im Département Gers in der Region Okzitanien; sie gehört zum Arrondissement Condom und zum Gemeindeverband Lomagne Gersoise. Seine Bewohner nennen sich Perganais/Perganaises.

## Geografie
Pergain-Taillac ist die nördlichste Gemeinde des Départements Gers. Sie liegt auf einer Anhöhe rund 46 Kilometer nördlich der Stadt Auch an der Grenze zum Département Lot-et-Garonne. Der Gers markiert die südöstliche Gemeindegrenze. Die Gemeinde besteht aus dem Dorf Pergain, mehreren Weilern sowie Einzelgehöften. Verkehrstechnisch liegt die Gemeinde an der D41 abseits von bedeutenden Fernverkehrswegen. 

## Geschichte

### Lage und Entwicklung
Der Ort liegt in der Lomagne, die im Mittelalter eine Vizegrafschaft war. Die Gemeinde gehörte von 1793 bis 1801 zum District Lectoure, zudem lagen Pergain und Taillac von 1793 bis 1801 innerhalb des Kantons Saint-Mézard und waren von 1801 bis 2015 Teil des Wahlkreises (Kantons) Lectoure. Die Gemeinde war von 1801 bis 1926 dem Arrondissement Lectoure zugeteilt. Dieses wurde 1926 aufgelöst und die Gemeinde Teil des Arrondissements Condom. Im Jahr 1823 vereinigten sich die Gemeinden Pergain (1821: 746 Einwohner) und Taillac (1821: 158 Einwohner) zur neuen Gemeinde Pergain-Taillac.

### Bevölkerungsentwicklung
| Jahr                       | 1962 | 1968 | 1975 | 1982 | 1990 | 1999 | 2006 | 2014 | 2020 |
| -------------------------- | ---- | ---- | ---- | ---- | ---- | ---- | ---- | ---- | ---- |
| Einwohner                  | 441  | 383  | 307  | 270  | 283  | 286  | 301  | 319  | 336  |
| Quellen: Cassini und INSEE |      |      |      |      |      |      |      |      |      |

## Sehenswürdigkeiten
- Schloss Château de Manlèche, Monument historique seit 2006[1]
- Schloss Château d’Ampelle aus dem 16. Jahrhundert
- Kirche Saint-Martin in Pergain
- Kapelle Saint-Jacques-de-Majeur in Taillac
- Denkmal für die Gefallenen[2]
- Schloss Château Moulié (Privatbesitz)
- Turmsaal in Taillac
- mehrere Wegkreuze und Madonnenstatuen

Quelle

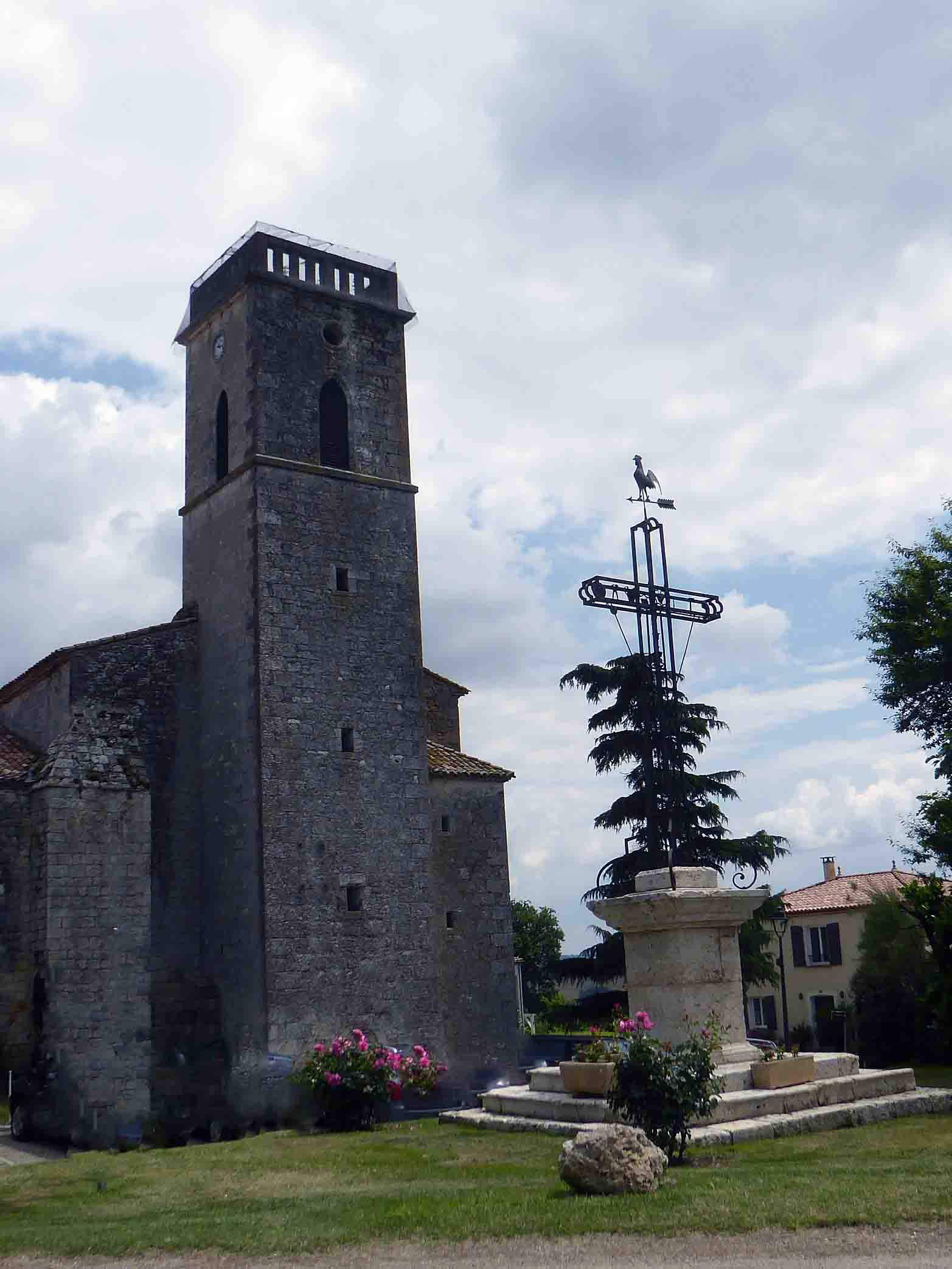
Kirche Saint-Martin
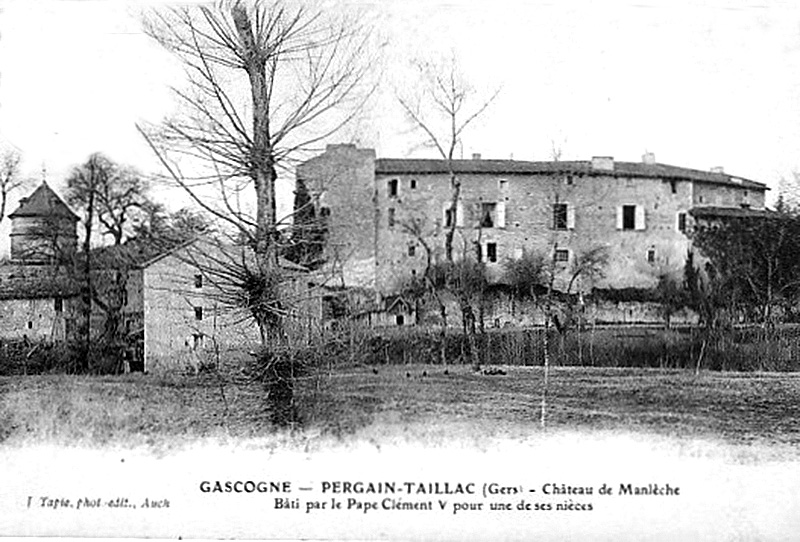
Alte Postkarte des Château de Manlèche
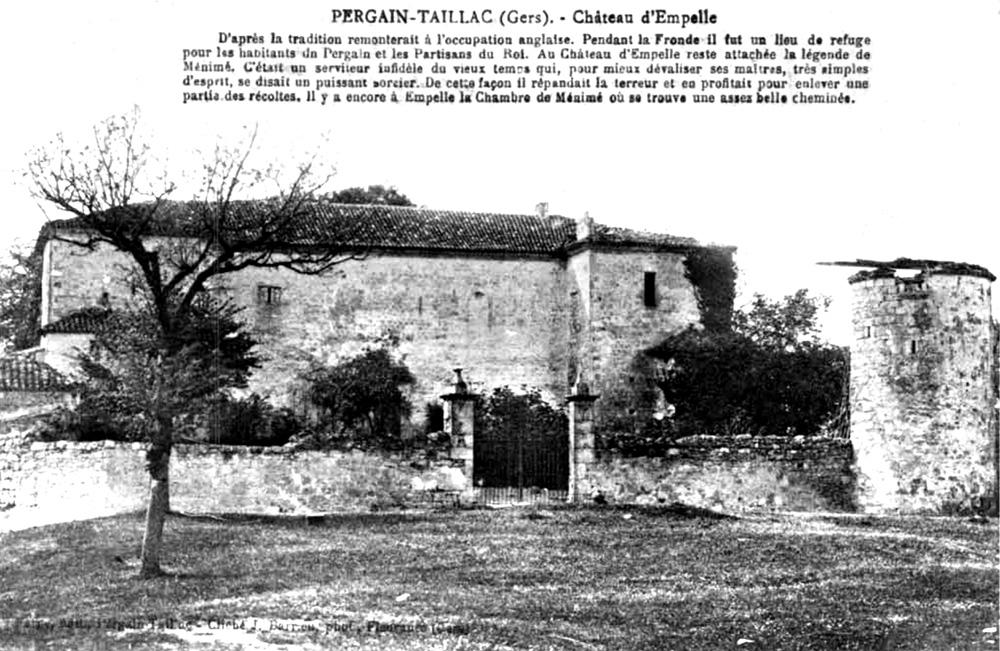
Château d’Ampelle um 1900